# مهندس

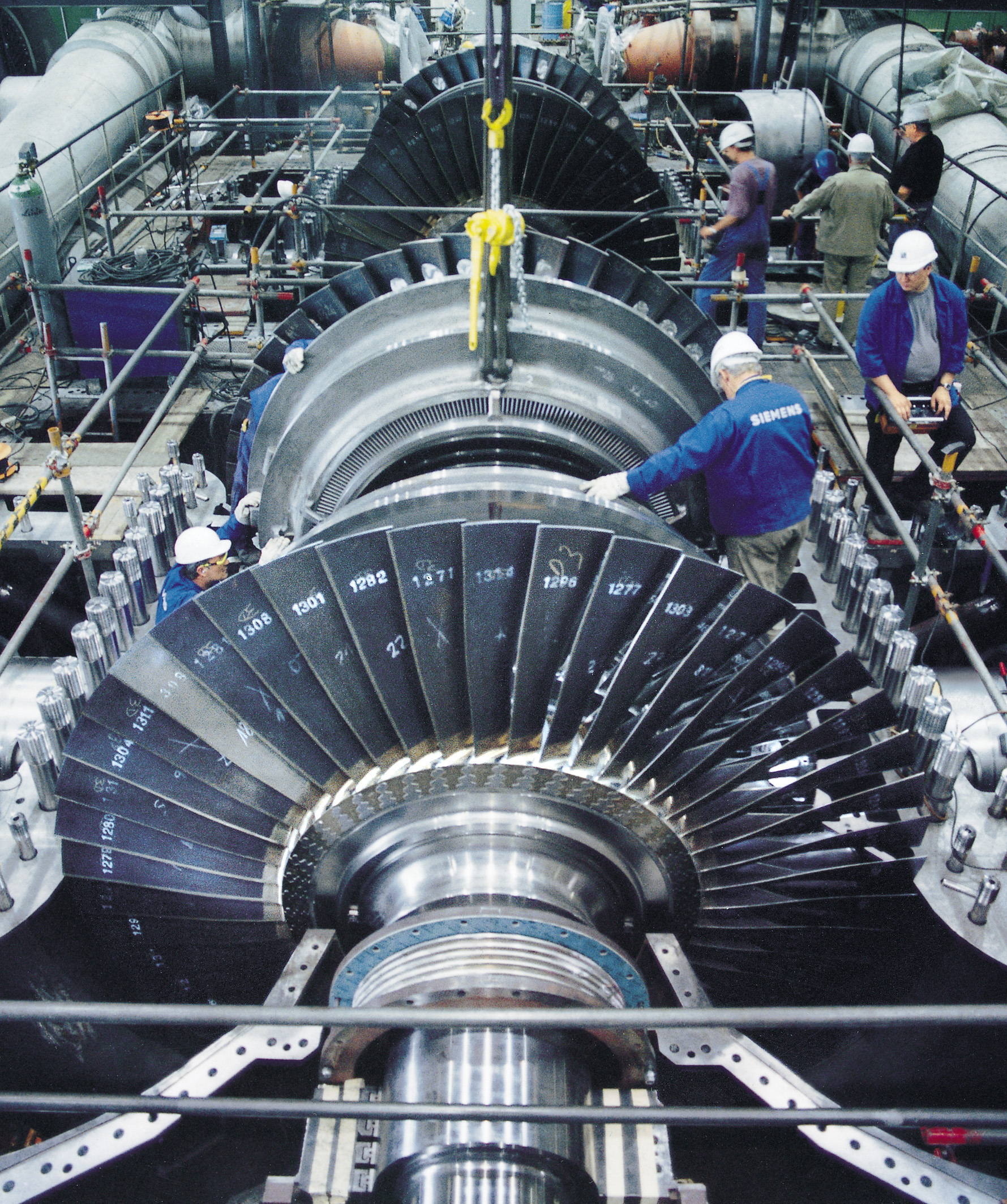
ساخت توربین نیازمند همکاریهای بین مهندسانی از رشته‌های گوناگون می‌باشد.

موتور ۴ زمانه

هر چند نمی‌توان تعریفی دقیق و جامع از مهندس ارائه نمود و آن را دقیقاً به تحصیلات دانشگاهی در رشته‌های مهندسی و یک حوزهٔ کاری خاص خلاصه کرد اما با کمی مسامحه، مختصراً و بر اساس مبحث دوم مقرّرات ملّی ساختمان «مهندس فردی است که در رشته های مهندسی تحصیل کرده و‌علوم مهندسی را فرا گرفته است و مبادرت به ارائهٔ خدمات امور مهندسی می‌کند.» البته شرکت‌های مهندسی هم وجود دارد. در این گونه موارد، شرکت که شخصیّت حقوقی است، در عوض مدارک صلاحیّت حرفه‌ای، گواهینامهٔ صلاحیّت خدمات مشاوره یا پیمانکاری ملاک ارزیابی را داراست.

## ریشهٔ واژه در فارسی
- مهندس (برگرفته از کلمه هندسه که هم معنی واژه فارسی اندازه است)، اندازه گیرنده. غیاث. تقدیر کننده.[۲] محاسب. شماردار.
- متخصص ایجاد طرحها و کارهای ساختمانی و معماری یا راهسازی یا کشاورزی یا ساختن انواع ماشین.
- کسی که در علم هندسه و اشکال عالم باشد. (غیاث). عالم هندسه. هندسه دان.[۳] مساح. زمین پیما. اندازه گیرندهٔ زمین و بنا و کاریز و بنا و جز آن و سنگ‌تراشی و نجاری و معماری و غیره.
- آنکه اندازه گیرد مجاری قنات‌ها و ابنیه را. مقدر مجاری میاه و قنی.[۴] معمار. متخصص در امور ساختمان. کار نمای بنایان[۵]

ریشه واژهٔ مهندس واژه فارسی اندازه است. این واژه در فارسی میانه به گونهٔ تلفظ می‌شده که پس از وام گرفته شدن این واژه از سوی عربی و صرف آن در یکی از بابهای آن زبان واژه مهندس به معنی اندازه گر از آن ساخته شده‌است.
اما امروزه مهندس به کسی گفته می‌شود که به یکی از علوم مهندسی آشنا باشد و در میان عامه کسی که هندسه بداند را مهندس خطاب نمی‌کنند.
در افغانستان از واژه انگلیسی آن استفاده می‌شود.

## پیشینه
در ابتدا، مهندس به کسی گفته می‌شد که ماشین‌های نظامی را می‌راند. مفهوم مهندس غیرنظامی در قرن شانزدهم در هلند پدید آمد و به سازندگان پل‌ها و جاده‌ها نسبت داده می‌شد، سپس این مفهوم در انگلیس و سایر کشورها هم ظاهر شد.

## وظایف یک مهندس
وظایف مهندسی بدین گونه‌اند که یک مهندس می‌بایست ضمن شناخت مسئله یا موضوع کاری، علوم و فنون لازم، محدودیت‌های مربوط را تشخیص دهد تا بتواند به دستاوردهای لازم برسد. محدودیت‌ها شامل منابع در دسترس، محدودیت‌های جسمانی یا فنی، آمادگی برای پیرایش‌ها یا افزایش‌های آینده، و دیگر عامل‌ها مانند نیازهای هزینه ای، ساخت‌پذیر بودن، اقتصادی و کاربردی بودن می‌باشد.
با درک این محدودیت‌ها، مهندس، شناسه‌ها و مشخصات حدودی که یک شیء یا سامانه می‌تواند در چارچوب آن ساخته یا بهبود داده شود را مشخص کرده و ارائه نماید. از اینرو ملاحظات بسیاری بر روی کار مهندسی تأثیر دارند؛ که از آن دسته ملاحظات دقت بالا توانای تحلیل کنش‌ها و وا کنش‌ها می‌باشد. یک مهندسی موفق در بالا رفتن سطح زندگی بشر تا ثیر بسزای می‌گذارد، بنا بر این یک مهندس علاوه بر دانستن قوانین فیزیکی و شیمیایی جهان هستی باید از قوه تخیل بالای بر خوردار باشد که موجب گسترش دانش بشر می‌شود. یک مهندس با در نظر گرفتن قوانین و استفاده بجا از آن‌ها و ترکیب مؤثر برخی از آن‌ها قادر خواهد بود نیازهای اجرای نسل بشر را با کیفیت مناسب و در کمتر ین زمان و با بالاترین بازده بر طرف سازد. مهندس با درک بهتری که از قوانین هستی دارد علاوه بر طراحی تولید و راه‌اندازی در زمینه نیازهای حال و آینده بشر باید از قدرت تحلیل خود در رسیدن به بهترین بازده تلاش کرده و بهره‌وری را افزایش دهد. مهندس کسی است که ضمن شناخت دقیق روابط حاکم بر موضوع بتواند مسئله را به شکل فرمول درآورد.

## روز مهندس در ایران
در ایران روز پنجم اسفندماه، سالروز تولد خواجه نصیر الدین طوسی، روز مهندس نام‌گذاری شده‌است.